# 国鉄3040形蒸気機関車
3040形は、かつて日本国有鉄道の前身である鉄道省に在籍したタンク式蒸気機関車である。

## 概要
元は、簸上鉄道（現在の木次線の一部）が1933年（昭和8年）に日本車輌製造で1両を製造（製造番号285）した、車軸配置2-6-2(1C1)の46t級サイドタンク式機関車である。簸上鉄道では形式C2、2代目の2と称したが、1934年（昭和9年）の国有化によって鉄道省籍に編入され、2代目の3040形（3040）と改番された。国有化後は、木次線から1937年以降に福知山機関区舞鶴支区、吹田区と移り、入換に使用されていたが、1942年（昭和17年）に陸軍の要請により供出され、海南島に送られた。その後の消息は明らかでない。
1両しか製造されなかったこの機関車は、過熱蒸気こそ使用しなかったが、非常に意欲的な設計思想により製作された。
まず目につくのは、砂箱と蒸気ドームを一体化したケーシングである。欧米では従前からあった様式であるが、日本では初の試みであり、国有鉄道で採用されるのは2年後の1935年（昭和10年）に製造されたC55形が最初である。また、非常に長いボイラ煙管も特徴的である。煙管の長さは4,115mmにおよび、4110形をしのぎ、タンク機関車としてはE10形に次ぐ長さである。そのため、ボイラは前方に大きく張り出し、煙突の中心線はシリンダ中心から大きくずれ、先輪の上部にまで達しており、この関係でシリンダー中心位置は煙突の中心線から後方に1mオフセットして配置されている。
また、運転台周辺のデザインは国鉄C11形蒸気機関車（1932年設計）などの国鉄制式タンク式機関車のそれを踏襲・縮小したものといえ、この種の私鉄向け独自設計タンク機関車としては珍しく運転台側面に扉を設けた密閉型となっており、視界確保のため前端部を斜めに傾斜させた、全長4,600mmに及ぶ長大な水タンクの形状や、石炭庫を背面左右に設けられた2枚の窓を避けるように凸型に突き出して設置している点などでもC11形などと共通する。
左右のシリンダー直上部に直径500mm、長さ1,460mmの元空気溜（空気タンク）を設置してランボードを持ち上げ、その前部の煙室脇に単式コンプレッサーを搭載する、空気ブレーキ搭載車である。
本形式のヨーロッパ調の外観は、日本の蒸気機関車史上に強烈な光彩を放っている。

## 主要諸元
- 全長 : 10,550mm
- 全高 : 3,770mm
- 全幅 : 2,600mm
- 軌間 : 1,067mm
- 車軸配置 : 2-6-2(1C1)
- 動輪直径 : 1,067mm
- 弁装置 : ワルシャート式
- シリンダー（直径×行程） : 380mm×560mm
- ボイラー圧力 : 13.0kg/cm2
- 火格子面積 : 1.50m2
- 全伝熱面積 : 86.0m2
  - 煙管蒸発伝熱面積 : 77.6m2
  - 火室蒸発伝熱面積 : 8.4m2
- 小煙管（直径×長サ×数） : 45mm×4,115mm×150本
- 機関車運転整備重量 : 46.00t
- 機関車空車重量 : 33.50t
- 機関車動輪上重量（運転整備時） : 30.00t
- 機関車動輪軸重（各軸均等） : 10.00t
- 水タンク容量 : 5.9m3
- 燃料積載量 : 2.08t
- 機関車性能
  - シリンダ引張力 : 8,120kg
- ブレーキ装置 : 手ブレーキ、空気ブレーキ